# Gleeden
Gleeden es una web especializada en encuentros adúlteros fundada el 1 de diciembre de 2009 en Francia. La web fue creada por dos franceses, los hermanos Teddy y Ravy Truchot. El nombre Gleeden está compuesto por Glee (bienestar, euforia) y Edén (paraíso en la tierra).

## Historia
Este servicio de encuentros por internet, lanzado oficialmente el 1 de diciembre de 2009 en Francia, fue el primer creado para personas casadas o con pareja que buscan engañar a su pareja en Francia y en Europa. El concepto se basa en la constatación de que el 8% de las personas inscritas en webs de encuentros "clásicas" se declaran como solteras, cuando en realidad tienen pareja. Gleeden permite así a sus usuarios tener una aventura sin mentir sobre su estatus de hombre casado o mujer casada.

## Comunidad
Gleeden se dirige a hombres y mujeres casados principalmente, pero también consta de miembros solteros.
Desde el mes de mayo de 2016, Gleeden reúne una comunidad de más de 3 millones de miembros en el mundo y se reivindica como líder de su mercado en Europa.

## Inscripción y pago
La inscripción en Gleeden es gratuita. La plataforma es gratuita para mujeres, y los hombres tienen que comprar créditos para contactar con ellas. Actualmente, para los usuarios activos, la web es una de las páginas de encuentros más caras del mercado (99,99 euros por 400 créditos, 39,99 euros por 100 créditos o 14,99 euros por 25 créditos).
Al contrario que otros servicios de encuentros de Internet, los miembros consumen sus créditos a su ritmo, sin suscripción, limitación de duración o vencimiento. Aun así los créditos se consumen rápidamente si se dan comunicaciones. Por ejemplo, el envío de un primer mensaje se "factura" 3 créditos, aunque no obtenga respuesta.
Los miembros pueden contactar entre ellos vía chat o mensajería privada. La web también tiene la posibilidad de ofrecer "regalos virtuales" para seducir a otros miembros, con una categoría "Sexy", que incluye regalos más provocativos.

## Iniciativas
Desde su lanzamiento, Gleeden se hizo notar por sus campañas de comunicación, notablemente en el Metro de París.
´Para abrir un debate acerca del tema de la Infidelidad, Gleeden se ha provisto de un círculo de expertos, como la filósofa y escritora Éliette Abécassis, la cronista Maïa Mazaurette o la sexóloga Juliette Buffat, cofundadora del Instituto Suizo de Sexología Clínica.
En 2014, Gleeden cerró una colaboración con el escritor francés Pierre des Esseintes y la editorial La Musardine para el libro "Osez l'infidélité".
En febrero de 2015, Gleeden realizó una acción de comunicación destacada en el Salón de Bodas de París, al alquilar un estand ficticio y revelar en el último momento su auténtica identidad.
Gleeden también inició una Jornada de la Infidelidad, y ha abierto temporalmente en abril de 2016 la primera tienda de la infidelidad en París.

## Críticas
La web ha sido acusada a menudo de promover el adulterio. Las críticas se relacionan con la esencia misma de la web, los encuentros extraconyugales. El hecho de proponer a hombres y mujeres casados conocer otras personas en su misma situación ha suscitado muchas críticas entre bloguers y la opinión pública en general. Según el escritor Matthieu Mégevand, la web es el reflejo de una "sociedad con valores muy volátiles".
El 18 de febrero de 2015 las Asociaciones familiares Católicas (AFC), en Francia, comunicaron que llevarían ante el Tribunal de Gran Instancia de París a la empresa norteamericana Black Divine, editora de la web de Gleeden. Las AFC decidieron emprender esta acción al considerar la fidelidad como una obligación de los esposos en el matrimonio en virtud del Código civil.